# Doug Polen

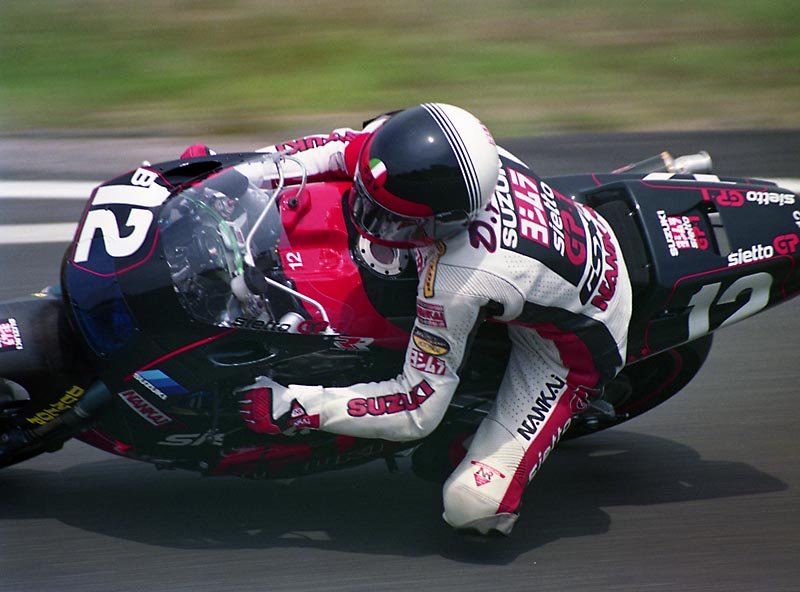
Polen 1990 auf Suzuki beim 8-Stunden-Rennen von Suzuka

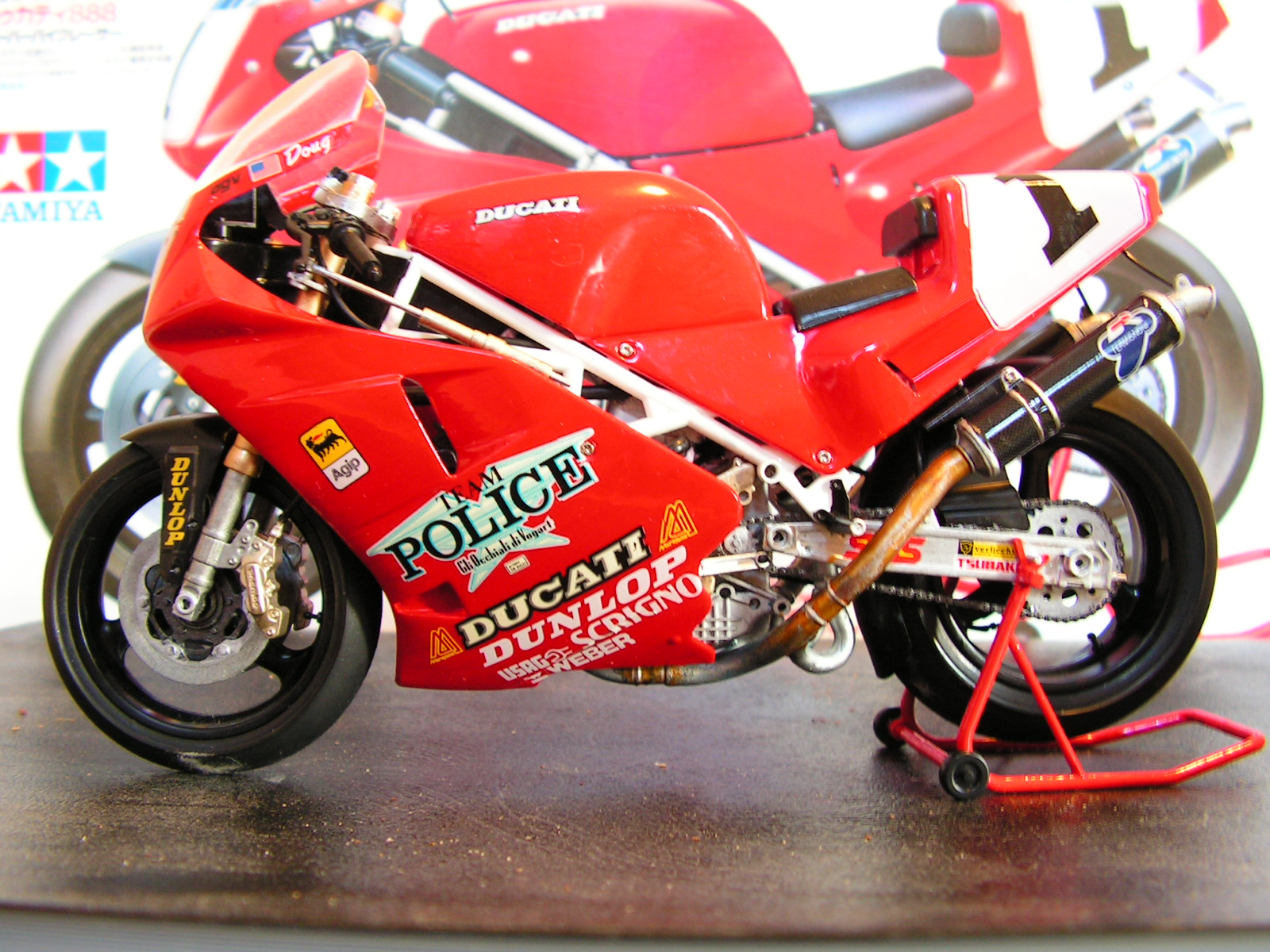
Modell von Polens Ducati 888 der Saison 1993

Doug Polen (* 2. September 1960 in Detroit (Michigan)) ist ein ehemaliger US-amerikanischer Motorradrennfahrer.
In den Jahren 1991 und 1992 gewann er die Superbike-Weltmeisterschaft. Außerdem war er erfolgreich in der AMA Superbike Championship, der japanischen Superbike-Meisterschaft und der Endurance-WM aktiv.

## Karriere
Polen begann seine Karriere in der amerikanischen Superbike-Meisterschaft, der AMA Superbike Championship, in den frühen 1980er Jahren als Privatfahrer. Danach verließ er den Rennsport für einige Zeit und kehrte 1986 in die AMA Superbike Championship zurück. In der Saison 1988 startete er auf einer Yoshimura-Suzuki-Werksmaschine. In der Saison 1989 bestritt er die japanische Motorradmeisterschaft auf Suzuki und konnte diese in den Klassen TT-F1 und TT-F3 gewinnen.
Im Jahr 1990 wechselte Doug Polen zu Ducati und gewann auf Ducati 888 im Team Fast By Ferracci Ducati Corse USA des US-amerikanischen Ducati-Tuners Eraldo Ferracci 1991 die Superbike-Weltmeisterschaft. Polen dominierte die gesamte Saison, gewann 17 der 26 ausgetragenen Läufe und hatte am Saisonende 150 Punkte Vorsprung vor dem Zweitplatzierten, dem Ducati-Werkspiloten Raymond Roche.
1992 bildete Doug Polen zusammen mit Roche und Giancarlo Falappa das Ducati-Werksteam Team Police Ducati. Der US-Amerikaner setzte sich im Titelkampf erneut gegen Raymond Roche durch und schaffte es, seine WM-Titel zu verteidigen. Außerdem wurde er in diesem Jahr Zweiter in der AMA Superbike Championship. Im darauffolgenden Jahr verließ Polen die Superbike-WM, um exklusiv in der AMA-Superbike anzutreten und gewann diese Meisterschaft.
Zur Saison 1994 wechselte er zurück in die Superbike-WM und fuhr für das Honda-UK-Team, für das er drei dritte Plätze errang. Zu Beginn des nächsten Jahres verließ Doug Polen das Team und kehrte in die US-amerikanische Superbike-Meisterschaft zurück.
Im Jahr 1997 gewann Polen auf Suzuki zusammen mit dem Australier Peter Goddard die Langstrecken-Weltmeisterschaft und u. a. das dazu zählende 24-Stunden-Motorradrennen von Le Mans. Im folgenden Jahr verteidigte er auf Honda zusammen mit dem Franzosen Christian Lavieille seinen Titel.
Insgesamt absolvierte Polen 79 Rennen in der Superbike-WM, von denen er 27 gewann.

## Statistik

### Ehrungen
- Aufnahme in die Motorcycle Hall of Fame[1]

### Erfolge
- Japanischer TT-F1-Meister: 1989
- Japanischer TT-F3-Meister: 1989
- Superbike-Weltmeister: 1991, 1992
- US-amerikanischer Superbike-Meister: 1993
- Langstrecken-Weltmeister: 1997, 1998